# Csukás-ház
A Csukás-ház egy Pécsett, a Perczel utca 14. szám alatt található 1871-ben épült ipartörténeti műemlék, a Zsolnay Örökség része. Az épület névadója Csukás Zoltán.

## Története

### Az utca és a telek
Az utca és a telek története azonban már az 1700-as évek elejétől nyomon követhető. Az utca neve az évszázadok alatt többször megváltozott. A 18. században Obere Capuciner gasse és Post gasse is előfordult a megnevezések között, sőt akad példa arra is, hogy másképp hívták a Kisfaludy utcáig tartó és az azt követő utcarészt. Ebben a korszakban az utcanevek még a nép ajkán születtek. Az utcák ekkor leggyakrabban valamilyen jellegzetes tulajdonságukról, nevezetesebb épületükről vagy lakójukról kapták a nevüket. Kézenfekvő volt ezért, hogy a mai Perczel utcát a közeli kapucinus (ma irgalmas) rendházról, majd később a 11. szám alatti házban megnyílt első postahivatalról nevezzék el. A 19. század közepén a már hatósági névadásnak köszönhetően a Régi Posta, majd Ó-posta elnevezés állandósult. A mérnöki hivatal az utca nevét 1885-ben Perczelre változtatta annak a névadási gyakorlatnak az eredményeképp, mellyel nemzeti és városi hírességek előtt kívánt tisztelegni. A pécsi Perczel utca azonban nem Perczel Mór honvédtábornok emlékét őrzi, hanem annak öccséről, Miklósról kapta a nevét. Perczel Miklós honvédezredes sok szállal kötődött Baranya vármegyéhez, ahol 1832-ben aljegyző, majd szolgabíró, 1848 márciusában pedig a megye követe lett. A Perczel utca 14-es házszám telkét az 1700-as évek elején még üres házhelyként és kertként hozzák a források. Ehhez a telekhez tartozott nemcsak a 12-es számmal ellátott terület, de a Munkácsy Mihály utca 13., 15. és 17. alatti házhelyek is. Ez utóbbi, déli részek 1777-re már leváltak a telekről. A század vége felé még mindig beépítetlen házhely lehetett a Perczel utcai dupla telek, mert 1785-ben csupán 450 forintért cserélt gazdát. A telek 1869-ben került Hoffmann Károly tulajdonába.

### A ház
Az épületet Hoffmann Károly bútorgyáros építtette 1871-ben. A Csukás-ház építéstörténetéről nem sokat tudunk, mivel az architektúráról semmilyen irat nem került elő a Baranya Megyei Levéltárból. Az eredetileg L alaprajzú épület utcai része a lakás, udvari szárnya pedig az asztalosműhely, majd raktár funkcióját látta el. Az épületegyüttes mai formáját többszöri át- és hozzáépítések során nyerte el. Az épület tervezője nem ismert. A jelen építés tervezője Lázár Antal Ybl- és Kossuth-díjas. 2005 nyarán FORT-Ingatlan Kft. építési engedélyt kapott az ingatlanra, majd novemberben elindította a beruházást. 13 hónap alatt építette fel és 2006 decemberében kapott jogerős használatba vételi engedélyt. A munkálatok közben elvégezte a történeti kutatást, az ásatást, a restaurálást. Megmentette az ingatlan alatt 9 méter mélyen elterülő mintegy 160 nm-es mélypincét. Ezzel visszaadta ezt a gyönyörű ingatlant a város vérkeringésének.

## A ház leírása
A zártsoros beépítésű, földszintes lakóház 1-4-1 axisos, aszimmetrikus homlokzatát a széleken kialakított, kis kiülésű rizalitok tagolják. A historizmus idején emelt, a neoreneszánsz néhány szerény jegyét magán viselő lakóház legartisztikusabb része a nyugati tengelyt díszítő, mázas majolikából kiképzett üzletportál. A kazettázott pilaszterekkel és attikafallal kiemelt keleti rizalit közepén nyílik a három fa kapuszárnnyal tagolt kocsibejáró, mely az udvarba vezet. A kapu felett szintén hármas osztású, a többitől eltérő formájú és magasabban elhelyezett ablak látható. Az épület középső traktusának magas, kváderezett lábazatába vágódik bele a szép ráccsal ellátott, a pincét rejtő négy kisméretű ablak. A pinceablakok felett nyílnak az utcai lakás szalagkeretes, vízszintes szemöldökpárkánnyal hangsúlyozott ablakai. A homlokzatot háromrészes főpárkány zárja, melynek frízében az ablakok középvonalában elhelyezett, kerek padlásszellőzőrácsok találhatók.

### A majolika portál
Miután az udvari épületrészben berendezett bútorgyár az 1880-as évek végére kinőtte belvárosi telephelyét, a siklósi külvárosba kiköltöztetett üzem helyén a Hoffmann cég bemutatótermet és üzletet létesített. Ennek portáljaként készült el 1897-ben a lakóház nyugati rizalitját díszítő, a színes majolizált pirogránit használatának köszönhetően időtálló és figyelemfelkeltő üzletbejárat.
Mendöl Zsuzsanna kutatómunkájának eredményeképp tudjuk, hogy a városhoz beadott tervrajzon − a Hoffmann Károly halála után a vállalkozást továbbvivő − Hoffmann Lajos aláírásán kívül nem szerepel építész kézjegye. Ez valószínűleg azt jelenti, hogy a tervet maga a megrendelő rajzolta meg a Zsolnay gyár fazonkönyveinek segítségével. Ezt erősíti meg az is, hogy a portál egyes részletei különböző középületekhez legyártott elemek másolataiként azonosíthatóak. Így a kirakatot keretező, virágbetétes, korinthoszi fejezetű majolika pilaszterek eredetileg a Schickedanz Albert és Herczog Fülöp Ferenc által tervezett budapesti Műcsarnok apszisának vakablakfülkéihez, az attika kartusai és vázái pedig egy bécsi lovarda homlokzatához készültek. A historizmus szellemének megfelelően a korszerű anyag történeti stílusköntösben, a reneszánsz formavilágát idézve jelent meg.
A portál volutákkal övezett, félköríves oromzatú, a gyár formakönyvében még üresen szereplő fülkéjét a reklám funkciónak is megfelelő motívummal töltötte ki a tervező. Az architektúra leghangsúlyosabb részén, a madárfejek és szalaggal összekötött lombok által közrefogott középső pajzson az asztalos mesterség jelképei: a körző, a derékszögelő és a gyalu ábrázolásai jelennek meg. Ma is jól olvasható a gerendázaton a „bútor raktár” felirat, míg a pilaszterek fejezetei közötti csempeburkolaton szereplő „Első Pécsi Bútor-, Ajtó- és Ablak Gyár, Hoffmann Károly” szöveget az épületet 1912-ben megvásárló „Csukás Zoltán” bádogosmester a saját névtáblájával takarta el.

## A Zsolnay épületkerámia
Annak ellenére, hogy az 1853-ban Zsolnay Ignác által alapított, majd 1865-ben Vilmos által átvett gyár Pécsett állította elő kiváló minőségű, egyedi épületkerámiáit, a város századfordulós építészetében a Zsolnay gyár termékei nem jutottak a városképet meghatározó, látványos szerephez. A Zsolnay kerámia fejlődését néhány kiváló építész, mint Steindl Imre és Lechner Ödön megrendelései ösztönözték, elterjesztésében pedig főleg a szecesszió stílusában alkotó építészek jártak élen. A gyár termékeinek elkötelezett hívei közül kevés építész jutott nagyszabású feladathoz Pécsett, a városvezetés pedig gyakran a drágaságra hivatkozva utasította el a gyárnak a középületek díszítésére készült terveit. Így kimagasló helyi értéket képvisel a Hoffmann cég egykori bútorraktárát hirdető színes majolizált pirogránit portál, mely több mint száz éve hirdeti Pécs egykori iparosainak magas színvonalú munkásságát, a Zsolnay gyár világhírű épületkerámiáinak kiváló minőségét, ízlésformáló szerepét, esztétikai hatását.
Épületkerámiát a gyár már Zsolnay Ignác vezetése alatt is gyártott. A termékek jó reklámnak bizonyultak a Király utca 1. szám alatt 1859-ben emeltetett kereskedés, a Zsolnay bazár homlokzatán, mely hamarosan építészeti divatot teremtett Pécsett. A sorozatban gyártott, kitűnő minőségű, olcsó és mintakönyvből kiválasztható épületkerámia tökéletes anyag volt a plasztikai díszítést a homlokzattól fokozatosan elválasztó historizmus építészei számára. A gyár az 1870-es évek második felétől már Budapest és Bécs legnagyobb építkezéseit látta el termékeivel, melyek hamarosan közkedveltek lettek az egész Osztrák–Magyar Monarchiában. Ezzel párhuzamosan egyre inkább a mázas kerámia, illetve Zsolnay Vilmos saját kísérletezéseinek világhírű eredményei: a pirogránit és a plutonit kerültek előtérbe. A gyártulajdonos nagy figyelmet fordított termékeinek minőségére és a rövid szállítási határidőre. Az építészeti terveket és színpróbákat gyakran saját maga hozta haza Budapestről, de arra is akadt példa, hogy a neves építészek keresték fel őt a gyárban, hogy részt vehessenek az általuk tervezett épületdíszek kivitelezésében. Az 1890-es években a fajanszáruk korábbi vezető szerepét egyre inkább a szecessziós épületkerámiák váltották fel. Zsolnay Vilmos 1900-ban bekövetkezett halála után a gyárat fia, Miklós vezette tovább sógorai segítségével, akik közül Sikorski Tádé lett az építészeti kerámiaüzem vezetője.

## A ház tulajdonosai
Az épületnek nem Csukás Zoltán volt az első, és nem is az egyetlen tulajdonosa. A 18. század elején ezen a területen még nem állt lakóház, az akkor Kapucziner majd Post gassénak nevezett utcában a 12. és 14. szám alatti dupla telket hosszú évtizedeken keresztül a Thanyi család üres házhelyeként és kertjeként tüntetik fel a források. 1785-ben aztán Tanyi Zsigmond 450 forintért eladta a beépítetlen térséget Wangel Gyárfás postamesternek. Nem véletlen, hogy Wangelnek megtetszett ez a telek, hiszen a házhelytől pár méterre levő postahivatalba járt minden nap dolgozni, melyről az utca is kapta a nevét. 1799-ben már Répás Lipót vármegyei ügyész birtokában volt a házhely, majd 1864-ben a Sey családé lett. Tőlük vette meg a kettős telket 1869-ben Hoffmann Károly 8000 forintért és építtette fel 1871-ben a ma is álló földszintes lakóházat. 1887-ben a bútorgyáros fia, Hoffmann Lajos megvásárolta szüleitől az épületet, akik ezt követően a szintén a tulajdonukban levő, 12-es szám alatti szomszéd épületbe költöztek át. Hoffmann Lajos halála után, 1912-ben az ingatlant Csukás Zoltán vásárolta meg 50 000 koronáért. A bútorraktár 1945-től 2002. nyaráig a Pécsi Nemzeti Színház tulajdona, illetve bérleménye volt. A felújítást a Fort Ingatlan Kft. (Petre András) végezte.